# ماريا ميرثيديس ألفارو بونتون
ماريا ميرثيديس ألفارو بونتون (بالإسبانية: María Mercedes Álvarez Pontón، ولدت في 20 يوليو 1976، ريفيا دي كاماراغو، كانتابريا، إسبانيا) فارسة إسبانية.
حصلت على ميداليتين ذهبيتين في بطولات العالم لفروسية القدرة والتحمل عام 2008 و 2010، كما حازت على ثلاث ميداليات ذهبية في بطولات أوروبا لفروسية القدرة والتحمل عام 2009 و 2011.

## إنجازاتها

### بطولة العالم لفروسية القدرة والتحمل
- 2008 ترغكانو  ماليزيا:  ميدالية ذهبية في سباق القدرة والتحمل الفردي (Endurance riding).
- 2010 ليكسينغتون  الولايات المتحدة:  ميدالية ذهبية في سباق القدرة والتحمل الفردي (Endurance riding).

### بطولة أوروبا لفروسية القدرة والتحمل
- 2007 باروكا دي ألفا  البرتغال:  ميدالية برونزية في سباق القدرة والتحمل الفردي (Endurance riding).
- 2007 باروكا دي ألفا  البرتغال:  ميدالية فضية في سباق القدرة والتحمل الفرقية (Endurance riding).
- 2009 أسيزي  إيطاليا:  ميدالية ذهبية في سباق القدرة والتحمل الفردي (Endurance riding).
- 2009 أسيزي  إيطاليا:  ميدالية ذهبية في سباق القدرة والتحمل الفرقية (Endurance riding).
- 2011 فلوراك  فرنسا:  ميدالية ذهبية في سباق القدرة والتحمل الفردي (Endurance riding).
- 2011 فلوراك  فرنسا:  ميدالية فضية في سباق القدرة والتحمل الفرقية (Endurance riding).